# 火曜特番
火曜特番（かようとくばん）はTBS系列で火曜夜に不定期放送されている単発番組。

## 放送時間
第1期
- 火曜夜7時 - 7時54分
  - 2002年2月5日 - 4月2日 - 「特ネタ!ニッポン宝島」の終了翌週から「サバイバー」開始まで

第2期・第3期・第4期
- 火曜夜9時 - 9時54分
  - 2003年12月16日 - 2004年4月6日 - 「★愛と誠★」の終了から「黄金筋肉」放送時間移動まで
  - 2004年7月 - 8月10日 - 「黄金筋肉」終了から「ズバリ言うわよ!」開始まで
  - 2008年8月26日 - 10月7日 - 「大御所ジャパン!」終了から「キミハ・ブレイク」開始まで
    - いずれの時期も、夜8時枠の「学校へ行こう!（MAX）」の拡大版は含まれない。

第5期
- 火曜夜7時 - 7時56分
  - 2011年9月7日 - 10月25日 - 「紳助社長のプロデュース大作戦!」終了から「もてもてナインティナイン」が始まるまで
    - 8時54分までの放送の場合、後番組の「教科書にのせたい!」は休止となるが、逆に「教科書にのせたい!」が夜7時からの放送の場合は休止となる。また夜9時枠の「ブラマヨ衝撃ファイル 世界のコワ〜イ女たち」や、夜10時枠の「リンカーン」の拡大版の時も休止。

## この枠で放送された番組

### 第1期
- プロボクシングWBC世界スーパーバンタム級タイトルマッチ「ウイリー・ホーリン×佐藤修」（2月5日、18:30 - 19:54）
- 日本の悪魔たち（2月12日、19:00 - 19:54）
- 嵐を呼ぶ大家族! 壮絶お引越しスペシャル（2月26日、19:00 - 20:54）
- 全国美人アナ緊急出動（3月13日・20日、同上）
- 今夜!完全大包囲テレビ公開大捜査スペシャル（3月19日、同上）
- COUNT DOWN オールヒット全400曲完全放出スペシャル（4月2日、18:55 - 20:54）

### 第2期
- COUNT DOWNスペシャル!2003 どこよりも早い! 世界シングルランキングTOP100（12月16日、20:00 - 21:54）
- 突入せよ! あさま山荘事件（12月23日、21:30 - 23:54。18:55 - 21:24に「学校へ行こうSP」が放送されたため、繰下げ）
- ザ・ベストテン2003（12月30日、18:55 - 23:09）
- Mr.マリックVS新庄VS芸能界女スター軍団! 超魔術完全包囲網スペシャル（1月6日、19:54 - 21:48）
- オールスター赤面申告ハプニング大賞2003!!（1月13日、19:54 - 21:48）
- イチローVS松井秀喜（1月27日、21:00 - 21:54）
- 細木数子の占いバトル（2月3日、同上）
- COUNT DOWNスペシャル 史上最強のラブソング バレンタイン（2月10日、19:54 - 21:48）
- 芸能界スクープ決定版（2月17日、21:00 - 21:54）
- K-1ワールドMAX日本代表決定トーナメント（2月24日、21:00 - 22:48）
- 大告白! 中曽根康弘VS笑福亭鶴瓶（3月2日、21:00 - 21:54）
- ザ・ブレインサミット（3月16日、21:00 - 22:54、MBS制作）
- 今夜! 完全包囲網テレビ公開大捜査スペシャル（3月30日、同上）
- SASUKE2004（4月6日、21:00 - 22:54）

### 第3期
- くりぃむしちゅースペシャル（7月6日・13日、21:00 - 21:54）
- ウンナンの芸能界最強ホラ吹き決定戦スペシャル（7月20日、同上）
- COUNT DOWNスペシャル 夏祭りプレミアライブ（7月27日、18:55 - 21:48）

### 第4期
- 爆笑問題のドッキリ パニックフェイス王（9月9日、19:55 - 21:48、のちの「爆問パニックフェイス!」に発展）
- 格闘技世界最強決定戦（9月23日、21:00 - 22:54）
- 恐怖のアポなし訪問者 和田アキ子の今夜マジで泊まるぞコノヤロー（9月30日、同上）
- あなたが聴きたい歌4時間スペシャル（10月7日、18:55 - 23:18）

### 第5期
- 世界の恐怖映像最強版 絶叫度100%ベストオブベスト（9月6日、19:00 - 20:54）
- 激闘大家族スペシャル 〜お父さんは外国人〜（9月20日、同上）
- ニッポン大女優伝説（10月11日、19:00 - 21:48）
- 集合! ビックリ大家族（10月25日、19:00 - 20:54）

（参考：「朝日新聞・縮刷版」各日のラジオ・テレビ欄）
| TBS系 火曜19:00 - 19:54枠     | TBS系 火曜19:00 - 19:54枠              | TBS系 火曜19:00 - 19:54枠                                                                                     |
| 前番組                        | 番組名                                 | 次番組 |
| ----------------------------- | -------------------------------------- | --- |
| 特ネタ!ニッポン宝島           | 火曜特番（第1期） （2002.2 - 4）       | サバイバー （18:55 - 19:54）                                                                                  |
| TBS系 火曜21:00 - 21:54枠     |                                        | |
| ★愛と誠★                      | 火曜特番（第2期） （2003.12 - 2004.4） | 黄金筋肉 ※水曜21:00より移動                                                                                   |
| 黄金筋肉                      | 火曜特番（第3期） （2004.7 - 8）       | ズバリ言うわよ!                                                                                               |
| 大御所ジャパン!               | 火曜特番（第4期） （2008.8 - 10）      | バラエティーニュース キミハ・ブレイク （19:56 - 21:48）JNNフラッシュニュース （21:48 - 21:54） ※20:54より移動 |
| TBS系 火曜19:00 - 19:56枠     |                                        | |
| 紳助社長のプロデュース大作戦! | 火曜特番（第5期） （2011.9 - 10）      | もてもてナインティナイン （2011年11月1日放送開始）                                                            |